# Dicranota (Eudicranota) notabilis
Dicranota (Eudicranota) notabilis is een tweevleugelige uit de familie Pediciidae. De soort komt voor in het Nearctisch gebied.